# Robert Allason
Robert Allason († 7. dubna 1724 Rumburk, Habsburská monarchie) byl anglický obchodník a podnikatel, který se v roce 1713 usadil v severočeské plátenické oblasti, kde ve městě Rumburku založil svého času největší rozptýlenou manufakturu v Čechách.

## Začátky v Sasku
Na konci 17. století, kdy byla velká část severní a severovýchodní plátenické oblasti v Čechách propojena s Hamburkem prostřednictvím lužických vrchních faktorů, usilovali angličtí obchodníci o odstranění tohoto mezičlánku a sami se do tohoto kraje stěhovali. Robert Allason se v roce 1709 nejprve vydal do Saska, kde kurfiřtovi předložil velkorysé plány na vyvážení plátna ze Střední Evropy přes Anglii do Západní Indie. V roce 1710 však proti jeho záměrům vystoupili žitavští obchodníci, kteří ho nazývali "silným kapitalistou", a obávali se nebezpečné konkurence anglických obchodních společností.

## Firma Robert Allason
Allason se však svého plánu nevzdal a pokusil se jej realizovat na území Habsburské monarchie. Po delším vyjednávání byl 12. února 1713 vydán císařský dekret, kterým bylo Angličanovi Robertu Allasonovi povoleno, aby se usadil v severočeském Rumburku a podnikal odtud v obchodu s plátnem. Zpočátku bylo ve městě pouze 30 tkalcovských stavů. Sám Allason v září 1713 oznámil, že zaměstnává 12 až 15 rumburských poddaných při bělení prádla, šest k jeho hlazení a dalších šest k balení. Výrobu vedl "jeden žitavský poddaný". V létě téhož roku se o jeho firmu zajímal českolipský revizor akcízů Peter Johann Oppelt v souvislosti s otázkou, zda má být z příze a surového plátna, které Allason do Rumburka dovážel také z Horní Lužice, vybírán akcíz (resp. spotřební daň). Z protokolu jednání, které se konalo v Třebívlicích na Litoměřicku, v sídle krajského hejtmana za panský stav Wenzela Franze z Klebelsberku, je patrno, že krajští úředníci rozhodli v duchu merkantilismu a na vybírání akcízu netrvali. V roce 1714 se na Allasonovu anglickou firmu dotazovalo České místodržitelství hejtmana rumburského panství Ferdinanda Ehrenfrieda von Ehrenthal. Jednání za něj vedl rumburský purkrabí Josef Schossig, který (podle zápisu ze 6. prosince 1714) dal Allasonovi dobrozdání. V roce 1716 si Allason stěžoval u saského kurfiřta i u pražského místodržitelství na zabavení zboží na saském území. Spor se vlekl až do příštího roku a jeho konec není znám. Po roce 1717 zřídil Allason několik bělidel a zaměstnával mnoho lidí předením, tkaním, bělením i úpravou plátna. Skupoval veškeré plátno vyrobené na celém panství a mnohým tkalcům proplácel nejen zálohy, ale hotově také doplatek. Vrchnosti si dokázal zavázat rovněž tím, že jim poskytoval nesmírné půjčky, které byly spláceny z výnosu panství. Z dokumentů je zřejmé, že býval věřitelem jak lichtenštejského panství v Rumburku, tak kamenického panství Kinských. Dne 5. dubna 1720 se Allason s velkou slávou nastěhoval do tzv. Anglického domu, prvního soukromého kamenného domu ve městě, který se stal zároveň centrálou jeho firmy. Majitel rumburského panství Josef Václav z Lichtenštejna anglického podnikatele všestranně podporoval, dekretem z 19. července 1720 mu daroval nové bělidlo nad náhonem Lesního mlýna. V tomto roce se již Allasonova firma transformovala na podnik, představující kombinaci rozptýlené a koncentrované manufaktury, provozující dálkový export. V té době se počet stavů ve městě zvýšil na 580. Pracovalo zde pro něho 316 tkalcovských mistrů se svými tovaryši a učni. Allason zaměstnával také tkalce ze Šluknova, Chřibské, Jiřetína pod Jedlovou a prostřednictvím svých faktorů vykupoval výrobky i v okolí Jablonného v Podještědí. V Rumburku pak bylo prádlo bíleno, barveno, mandlováno a baleno. 7. dubna 1724 Robert Allason zemřel. Za jedenáct let svého působení však vytvořil firmu, která – podle zprávy místodržitelské komise podané na žádost české dvorské kanceláře 19. října 1724 – vyvezla 157 124 kusů plátna o délce 84–110 loktů. Na clu bylo zaplaceno 8056 zl. 12 kr. Při průměrné ceně 30 zl. za kus to bylo celkem 4 713 720 zl., tedy ročně 428 520 zl. Podle výpočtu komise firma za 11 let vydala za materiál a mzdy 1 884 488 zl., přičemž je uvedeno, že tento obnos, který původně plynul ze země, získali obyvatelé Čech. Výrobky severočeského plátenictví, které Allason proslavil na mezinárodních trzích, pak prosluly svou kvalitou, jemnou a stejnoměrnou přízí, a byly někdy ve světě prodávány jako výrobky švýcarské.

## Dědicové
Kvetoucí podnik zanechal Robert Allason svému synovci Henrymu Wingfieldovi, který pracoval u jedné z největších obchodních společností pro vývoz plátna do Východní a Západní Indie a která byla v obchodním spojení s Allasonovou firmou. Na majetek si ovšem činil nárok i podnikatelův bratr Dr. John Allason z Middletonu. Po konfiskaci zásilky plátna z rumburské firmy v Anglii však na podnět zainteresované šlechty zasáhla vídeňská vláda.